# かんなみ仏の里美術館
かんなみ仏の里美術館（かんなみほとけのさとびじゅつかん）は、静岡県田方郡函南町桑原にある美術館。
桑原区で守られてきた24体の仏像を町民の財産として保存継承していくための施設である。

## 沿革

### 桑原薬師堂からの移管
函南町桑原区では、長源寺の境内にある薬師堂で慶派仏師・実慶の作である木造阿弥陀三尊像や木造薬師如来座像等、国の重要文化財、県指定有形文化財、町指定有形文化財を含む仏像24体が住民によって保管されていた。しかし、薬師堂の老朽化や災害時の対応、仏像の修復が課題となっており、2008年（平成20年）2月、桑原区は同区内に保存収蔵展示施設の建設等を条件として、函南町に仏像群を寄付した。これを受け、同年4月25日に函南町議会文教厚生委員会が保存方法検討のために現地視察を行っている。同年6月の定例議会で、芹沢伸行町長（当時）は、町職員で構成する文化・スポーツ振興部会で検討を行った結果を踏まえ、1982年（昭和57年）に移転した旧桑村小学校跡地を建設の候補地とし、5年以内の開館を目指す意向を示した。

### 「仮称・阿弥陀展示館」の基本計画について議論するプロジェクト会議
2009年（平成21年）9月7日、函南町は、町の関係各課、桑原仏像保存展示協議会代表、議員、桑原区住民らで構成される「仮称・阿弥陀展示館」の基本計画について議論するプロジェクト会議（以下、基本計画プロジェクト会議）を設置し、第1回会合を開いて意見交換を行った。プロポーザル方式により決定した設計担当の栗生総合計画事務所主宰・栗生明（千葉大学大学院教授・当時）が概算工事費は2億2,000万円、延べ床面積約530平方メートルで、「礼拝の対象でありながら美術館として見るテンプルミュージアム」のコンセプトを述べるなど、素案の説明を行った。また、同年10月末までに基本設計をまとめ、2009年度中の実施設計を終了し、2013年（平成25年）の開館予定であることが示された。
2009年（平成21年）10月20日、基本計画プロジェクト会議の第2回の会合が開かれ、基本計画の大枠が示された。敷地、建物、防災防犯対策、仏像の展示方法と植栽計画や郷土資料館の活用などの案が設計業者から提案され、整備事業の日程の早期化により、当初予定していた2013年（平成25年）より開館が前倒しになる可能性が示された。

### 管理運営検討委員会
函南町は寄付された仏像群を貴重な観光資源と認識し、仏像の保存や継承に加え、新施設を観光拠点として活用することも目指していた。
仏像展示施設の開館に向けて、施設の魅力向上を目的に斉藤宏委員長（＝町文化財保護審議会長）ら文化、教育、観光に詳しい18人で、町阿弥陀・郷土資料展示館管理委員会が構成された。委員会では施設を町運営とすることや入館料金、名称等検討が重ねられていく。委員会は、仏像や歴史の解説を行う人材の育成や町内外の観光資源とのネットワーク化といった提案をまとめ、森延彦町長（当時）に提出した。
施設の名称を決めるにあたり、函南町は2010年（平成22年）9月に「（仮称）阿弥陀・郷土資料館」の愛称を公募。募集の結果、計90案の応募があり、同年11月開催の第3回函南町阿弥陀・郷土展示館管理運営検討委員会にて「かんなみ・桑原仏の里美術館」「函南ほとけの里ミュージアム」「かんなみ仏のさとミュージアム」の3案に絞られた。検討委員会はこれらの案を町へ提出し、町当局で検討が進められた。翌2011年（平成23年）の函南町議会6月定例会にて、「かんなみ仏の里美術館の設置、管理条例」の制定について審議が行われ、「かんなみ仏の里美術館」と制定された。

### 開館準備期
仏像や歴史の解説を行う人材を育成するため、町は「ふるさとボランティアガイド養成講座」を開設。公募により集まった受講生に約1年間をかけて座学と実地研修を行い、2012年（平成24年）3月27日に1期生の修了証書授与式が行われ、40代から70代の町民17人のふるさとボランティアガイドが誕生した。
町は2011年（平成23年）から観光プロデューサーとして民間の旅行会社勤務経験者を採用して観光推進に力を入れており、美術館開館にあたって案内状を県内外の観光施設約900カ所に送付し、開館日当日に大手旅行会社による日帰りツアーを組むなど手配していた。
2012年（平成24年）3月18日、地域住民向けの内覧会が行われ、住民約240人が来館した。同年4月5日、報道向け内覧会が行われた。

### 開館以降
2012年（平成24年）4月14日、かんなみ仏の里美術館が開館した。初代館長は鈴木勝彦である。延べ床面積552平方メートル、総工費3億6,900万円で、初年度の来館者数は1万3,200人を見込んでいた。記念式典には300人が出席し、初日の来館者数は1,097人だった。開館から同年5月6日までの間に延べ4,733人が来館した。同年7月20日、来館者数1万人を達成。同年9月には来館者数が約1万3千人となり、開館当初の期待と比較しても二倍以上の人が訪れていた。こうしたなか、かんなみ仏の里美術館では、伊豆の修禅寺や願成就院にある慶派の仏像を含めて、交通機関とともに伊豆の仏像を巡る企画なども行っている。
2013年（平成25年）5月25日、来館者数3万人を達成。
2014年（平成26年）4月18日、来館者数5万人を達成。
2016年（平成28年）9月18日、来館者数10万人を達成。
寺尾原遺跡（函南町の遺跡で、東日本最大級の方形周溝墓があったことで知られる）で出土した22点の土器を展示するという企画展も2017年に行っている。
2017年（平成29年）5月、奈良国立博物館文化財保存修理所にて「木造阿弥陀如来及両脇侍像」の修復事業が始まる。「観音菩薩立像」の左腕が別の像につけられていたことが判明したため同像の左腕の付け替えを行う修復と、「阿弥陀如来坐像」の台座の修復を行う大規模な修復事業であった。
2018年（平成30年）3月、「木造阿弥陀如来及両脇侍像」の修復事業終了。これにより、収蔵する仏像24体のうち、23体の修理が完了した。同年4月17日、「平成の大修理完成及び開館7周年記念イベント」が開催された
2019年（平成31年）4月、矢田長春が館長に就任。

## 収蔵品
木造聖観音立像
制作年代は平安時代とされる。2001年（平成13年）3月、静岡県有形文化財に指定されている。
木造地蔵菩薩立像
制作年代は平安時代とされる。2001年（平成13年）3月、静岡県有形文化財に指定されている。
木造毘沙門天立像
制作年代は平安時代とされる。2001年（平成13年）3月、静岡県有形文化財に指定されている。
不動明王像
制作年代は室町時代以降とされる。函南町有形文化財に指定されている。
空海上人像
制作年代は江戸時代以降とされる。函南町有形文化財に指定されている。
経巻上人像
制作年代は江戸時代以降とされる。函南町有形文化財に指定されている。

### 木造阿弥陀如来及両脇侍像
本三尊像は、3躯ともに頭体根幹部を檜の一材から彫成し、前後に割矧いで内刳をほどこし、割首とし、玉眼を嵌入する。作者は実慶（じっけい）。制作年代は、建久年間（1190年－1199年）の末頃と考えられている。蓮華座は鎌倉時代初頭の当初の状態が残っており、特徴的である。
1991年（平成3年）には、ロンドン大英博物館で開催された「日本美術展・鎌倉時代の彫刻」に展示の代表作品として出展された。1992年（平成4年）に国の重要文化財に指定されている。

### 木造薬師如来坐像
かつて桑原の地に所在した新光寺の本尊と伝えられている。1977年（昭和52年）に、静岡県有形文化財に指定された。
平安時代後期の榧材一木割矧造（かやざいいちぼくわりはぎづくり）。
像高は106.5センチメートル。体躯に重量感があり、顔を正面に向け、背筋を伸ばして座っており、左手の掌を上に向けて薬壺を載せている。制作年代は平安時代中期、11世紀前半とされている。
1984年（昭和59年）6月に、東京芸術大学教授（当時）の水野敬三郎によって初めて学術的な調査が行われた結果、薬師如来坐像の脇侍日光・月光菩薩とされていた二菩薩立像が本来は阿弥陀如来坐像の脇侍であったことが判明した。
静岡県内には、かんなみ仏の里美術館以外では河津町、島田市などにも、県文化財指定の木造薬師如来像がある。

### 木造十二神将立像
十二神将立像は、桑原薬師堂内に安置されていた本尊薬師如来像に随侍していたものであるが、どの時代にこのような形で安置されたかは不明である。十二神将立像は、何種類かの制作年代の異なる像が混在している。しかし、修復作業において亥神将像から「建治三年」の墨書銘が判明したことから、制作年代は鎌倉時代から江戸時代とされた。
十二神将は薬師如来を守護する護法神として安置される。後にこれが十二支と結びつけられ、頭髪の中に動物の姿で十二支を表すようになる。
2012年（平成24年）から埼玉県吉備文化財修復所へ修復を依頼していた十二神将立像は、2013年（平成25年）10月末に修復を終え、12体全てに破損で本体から離れていた手が戻った。このうち丑像は、手先だけでなく右手に持つ「宝棒」も見つかっている。
各像とも鰭袖衣、窄袖衣または大袖衣、裙を着け、袴を穿き、襟甲、肩甲、胸甲、表甲、腰甲を着けるなど、一般的な十二神将像の像容をあらわす。造像技法については、頭体幹部を一材から彫り出し、基本的に前後割矧ぎとし、割首、内刳りを施している。両手両足等については、形姿によって各所を矧いでいる。各像とも玉眼を嵌入し、彩色を施している。
|                              | に基づき作成 | 像高    |
| ---------------------------- | --- | ------- |
| 毘羯羅大将像 （びから 子 )   | 炎髪で、頭上に十二支の子を載せている。制作年代は、中央に円い凹みを表す胸甲の形式から鎌倉時代末期から南北朝時代とされている。                                                                           | 85.5cm  |
| 招杖羅大将像 （しゃとら 丑 ) | 髻を結い、頭上に十二支の丑を載せている。制作年代は鎌倉時代初期とされている。 | 94.8cm  |
| 真達羅大将像 （しんだら 寅 ) | 冑をかぶり、頭上に十二支の寅を載せている。制作年代は、下隅を円くした胸甲の形式から、鎌倉時代末期から南北朝時代とされている。                                                                           | 107.8cm |
| 摩虎羅大将像 （まこら 卯 )   | 炎髪で、頭上に十二支の卯を載せている。制作年代は鎌倉時代初期とされる。 | 96.6cm  |
| 波夷羅大将像 （はいら 辰 )   | 炎髪で、頭上に十二支の辰を載せている。制作年代は鎌倉時代初期とされる。 | 94.0cm  |
| 因達羅大将像 （いんだら 巳 ) | 炎髪で、頭上に十二支の巳を載せている。制作年代は、中央に円い凹みを表す胸甲の形式から、鎌倉時代末期から南北朝時代とされる。                                                                             | 97.5cm  |
| 珊底羅大将像 （さんてら 午 ) | 炎髪で、頭上に十二支の午を載せている。制作年代は、中央に円い凹みを表す胸甲の形式から、鎌倉時代末期から南北朝時代とされる。                                                                             | 92.4cm  |
| 頞儞羅大将像 （あんにら 未 ) | 髻を結い、頭上に十二支の未を載せている。造像技法については、頭体幹部を一材から彫り出しており、内刳りを施していない。制作年代は、胸甲の中央に円い凹みを表しているが、室町時代から江戸時代初期とされる。 | 96.2cm  |
| 安底羅大将像 （あんてら 申 ) | 冑をかぶり、頭上に十二支の申を載せている。制作年代は、下隅を円くした胸甲の形式から、鎌倉時代初期とされている。                                                                                         | 96.6cm  |
| 迷企羅大将像 （めきら 酉 )   | 冑をかぶり、十二支の酉を載せている。制作年代は、中央に円い凹みを表す胸甲の形式から、鎌倉時代末期から南北朝時代とされる。                                                                               | 108.4cm |
| 伐折羅大将像 （ばさら 戌 )   | 髻を結い、頭上に十二支の戌を載せている。制作年代は、中央に円い凹みを表す胸甲の形式から、鎌倉時代末期から南北朝時代とされる。                                                                           | 94.8cm  |
| 宮毘羅大将像 （くびら 亥 )   | 髻を結い、頭上に十二支の亥を載せている。制作年代は、下隅を円くした胸甲の形式から、鎌倉時代初期とされている。                                                                                           | 96.0cm  |

## 建築
2012年（平成24年）完成。鉄筋コンクリート、一部鉄骨造り1階建て。設計は千葉大学大学院教授（当時）の栗生明による。とんがり屋根の大小2つの正方形がL字型に結ばれている。
設計コンセプトは、堂としての佇まいのある建物であること、環境と融合した建物であることの2点である。仏像群が桑原地区の守護仏として薬師堂で保存されてきたことから、神仏を祭る「堂」としての役割を持ち、かつ地域コミュニティの場として機能するよう設計されている。
屋根は寺院の建築様式と「住民の集う場所」をイメージし、四角錐状の屋根の形である「方形造」を採用している。設計者の栗生は屋根材の選択に際し、「風景と調和する光りすぎない素材が必要だった」と述べている。
庭園は桑原の里山地域の四季を感じられるよう、函南町木ヒメシャラ、同町花ハコネザクラを中心に桑原の自然を集めた造りになっている。庭園の設計は奈良女子大学教授（当時）の宮城俊作による。
2012年（平成24年）には第5回静岡県景観賞の授賞地区が発表され、「かんなみ仏の里美術館」は優秀賞を受賞した。

## 施設案内・アクセス

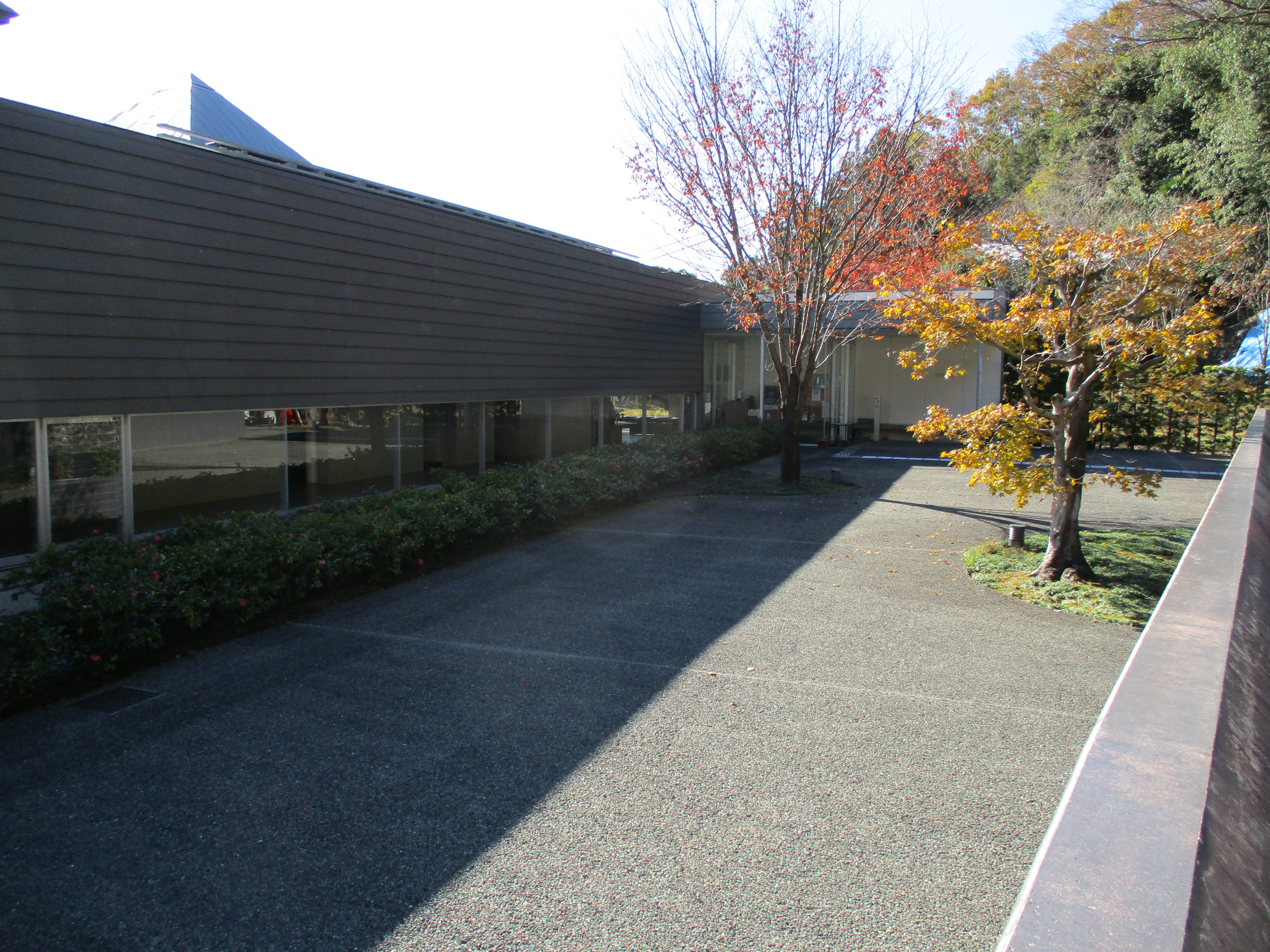
入り口

館内の案内は函南町が主催した「ふるさとボランティアガイド養成講座」を修了したボランティアガイドが行っている。
所在地
- 静岡県田方郡函南町桑原89-1[54]

開館時間
- 10時～16時30分[54][55]

休館日
- 毎週火曜日、年末年始（12月29日～1月3日）[54][55]

観覧料
- 65歳以上200円、高校生以上300円、小中学生100円、団体割引（10名以上）100円引き[54][55]
- 年間パスポート2000円[56]

### アクセス
電車
- JR東海道本線「函南駅」から35分[54][55]
- 伊豆箱根鉄道「大場駅」から車で15分[54][55]

路線バス
- なし[54][55]

車
- 東名高速道路「沼津IC」から40分[54][55]
- 新東名高速道路「長泉沼津IC」から25分[54][55]
- 伊豆縦貫道「大場・函南IC」から25分[54][55]